# Saludemos la Patria orgullosos
Saludemos la Patria orgullosos este imnul național din El Salvador.

## Versuri
CORO

Saludemos la patria orgullosos

De hijos suyos podernos llamar

Y juremos la vida animosos,

Sin descanso a su bien consagrar.

PRIMERA ESTROFA

De la paz en la dicha suprema,

Siempre noble soñó El Salvador;

Fue obtenerla su eterno problema,

Conservarla es su gloria mayor.

Y con fe inquebrantable el camino

Del progreso se afana en seguir

Por llenar su grandioso destino,

Conquistarse un feliz porvenir.

Le protege una férrea barrera

Contra el choque de ruin deslealtad,

Desde el día que en su alta bandera

Con su sangre escribió: ¡LIBERTAD!

CORO (Repita)

SEGUNDA ESTROFA

Libertad es su dogma, es su guía

Que mil veces logró defender;

Y otras tantas, de audaz tiranía

Rechazar el odioso poder.

Dolorosa y sangrienta es su historia,

Pero excelsa y brillante a la vez;

Manantial de legítima gloria,

Gran lección de espartana altivez.

No desmaya en su innata bravura,

En cada hombre hay un héroe inmortal

Que sabrá mantenerse a la altura

De su antiguo valor proverbial.

CORO (Repita)

TERCERA ESTROFA

Todos son abnegados, y fieles

Al prestigio del bélico ardor

Con que siempre segaron laureles

De la patria salvando el honor.

Respetar los derechos extraños

Y apoyarse en la recta razón

Es para ella, sin torpes amaños

Su invariable, más firme ambición.

Y en seguir esta línea se aferra

Dedicando su esfuerzo tenaz,

En hacer cruda guerra a la guerra:

Su ventura se encuentra en la paz.